# Hohobun
hohobun（ほほぶん、1997年 - ）は、日本のアニメーション作家。切り紙アニメーションを参考としたデジタル映像制作を行う。本名は高橋 美帆（たかはし みほ）で、hohobunは活動名である。

## 経歴
1997年、東京都に生まれる。多摩美術大学グラフィックデザイン学科で野村辰寿よりアニメーション制作の指導を受ける。2019年、初のアニメーション作品『よんでよばれて』を制作、2020年の第24回文化庁メディア芸術祭でアニメーション部門の審査委員会推薦作品に選ばれる。またクマ財団の第4期生、第5期生としてクリエーター奨学金を受ける。
2021年には2020年度卒業制作として『In full bloom』を制作、同年、多摩美術大学グラフィックデザイン学科を卒業、5月25日にNHKで放送された『沼にハマってきいてみた』の「アニメづくり沼1〜新進気鋭アニメーター編」に出演する。『In full bloom』はISCA2021（INTERNATIONAL STUDENTS CREATIVE AWARD 2021）の国内映像コンテンツ部門にノミネートされ佳作を受賞した。また一連のイラスト作品により日本イラストレーター協会主催の「JIA Illustration Award 2021」でBronze Awardを受賞した。
2022年には文化庁の令和4年度メディア芸術海外展開事業の広報映像を制作、9月に開催された「第25回文化庁メディア芸術祭受賞作品展」では広報映像と『よんでよばれて』が上映された。
2023年には斎藤圭一郎からのオファーによりテレビアニメ『葬送のフリーレン』のエンディング映像のディレクター・アニメーション監修・イラスト監修を担当、10月6日放送回でmiletによるエンディングテーマ曲「Anytime Anywhere」に乗せて披露された。
また翔泳社から2023年12月に刊行された『ILLUSTRATION 2024』にイラストが掲載された。
2024年、映像作家100人に選出される。

## 人物
インタビューによれば、子供の頃から絵を描くのが好きだったが、美術大学に入学すると周りがすごい才能の持ち主ばかりで圧倒されてしまう、そこで才能を努力量でカバーするしかないと考え、地道な作業が結果に結びつくアニメーション制作が自分に合った手法であると思ったそうである。切り絵アニメーションを選んだのは、大学でアニメーション指導に当たった野村辰寿が生徒に手作りや手描きの表現を推奨していたことからであり、また映像面ではフランスのアニメーション監督であるミッシェル・オスロの影響を受けている。

## 作品
- 『よんでよばれて call me , call you』（2019年）[5]
- 『燃える時間 Disappearing time』（2020年）[15]
- 『In full bloom』（2021年）[7]
- メディア芸術海外展開事業広報映像（2022年）[10][16]
- Fumihiro Kaneko『四色の声で話そう feat. 他愛もない』アートワーク（2022年）[17][18]
- 『In full bloom 改良版ver1』（2022年）[19]
- 『葬送のフリーレン』エンディング映像（2023年）[3]
- 「グランフロント大阪」春のエントランス装飾ビジュアル（2024年）[20]
- 舞台『サイレントヴォイス』ちらしビジュアル（2024年）[21]
- PLAY! MUSEUMどうぶつ展　広告、展示用アニメーション（2025年）[22]